# Itération
Pour les articles homonymes, voir Itération (homonymie).
 (octobre 2024).
Si vous disposez d'ouvrages ou d'articles de référence ou si vous connaissez des sites web de qualité traitant du thème abordé ici, merci de compléter l'article en donnant les références utiles à sa vérifiabilité et en les liant à la section « Notes et références ».
En mathématiques ou en informatique, l'itération d'un procédé désigne la répétition de celui-ci un certain nombre de fois.
Le terme itération est issu du verbe latin iterare qui signifie « cheminer » ou de iter « chemin ».
L'algorithmique utilise fréquemment l'itération.

## Mathématiques
Une itération en mathématiques peut se référer au processus d'itération d'une fonction, c'est-à-dire, appliquer une fonction à plusieurs reprises, en utilisant la même itération à la sortie qu'à l'entrée. L'itération de fonctions apparemment simples peut amener à des problèmes complexes et difficiles — par exemple, les conjectures de Collatz et les suites jongleuses.
Une autre utilisation de l'itération en mathématiques se situe dans les méthodes itératives qui sont utilisées pour trouver des solutions numériques approchées à certains problèmes mathématiques. La méthode de Newton est un exemple de méthode itérative ; le calcul manuel de la racine carrée d'un nombre est une utilisation courante et un exemple bien connu.

## Informatique
En informatique l'itération d'un bloc d'instructions peut-être obtenue dans un programme informatique en utilisant la boucle for, par exemple :
```
a = 0
for i from 1 to 3        // trois répétitions
{
  a = a + 2              // ajout de 2 à a
}
print a                  // le nombre 6 est affiché (0 + 2; 2 + 2; 4 + 2)

```

ou encore en utilisant un appel récursif dans la définition d'une fonction.
Un itérateur est un objet qui fournit l'itération en tant que service générique.
L'itération est également réalisée à l'aide d'une feuille de calcul dans Excel. De nombreuses équations implicites comme l'équation de Colebrook peuvent être résolues en concevant des algorithmes de calcul appropriés.
Bon nombre des problèmes d'ingénierie tels que la résolution des équations de Colebrook atteignent une précision de 8 chiffres après 12 itérations et un maximum de 100 itérations est suffisant pour parvenir à un résultat précis de 15 chiffres.

## Éducation
Dans certaines écoles, les itérations sont utilisées pour décrire le processus d'enseignement ou inciter les élèves à répéter des expériences, des évaluations ou des projets, jusqu'à ce que des résultats plus précis soient trouvés, ou que l'élève ait acquis la bonne technique. Cette idée se trouve dans le vieil adage « la pratique rend parfait ». En particulier, « itératif » est défini comme le « processus d'apprentissage et de développement qui implique une étude cyclique ».